# Live (Winger)
Live è un doppio album dal vivo del gruppo musicale statunitense Winger, pubblicato il 20 novembre 2007 dalla Frontiers Records.

## Il disco
Documenta l'esibizione tenuta dal gruppo al Galaxy Concert Theater di Santa Ana, in California, durante il tour promozionale dell'album IV.
L'intero concerto è stato filmato professionalmente e distribuito anche in formato DVD.

## Tracce
Disco 1
1. Blind Revolution Mad – 4:01
2. Loosen Up – 3:42
3. Easy Come Easy Go – 3:42
4. Your Great Escape – 4:02
5. Down Incognito – 5:19
6. Rainbow in the Rose – 5:29
7. Generica – 7:58
8. Junk Yard Dog – 4:11

Disco 2
1. Right Up Ahead – 4:56
2. Reb's Guitar Solo – 4:13
3. You Are the Saint, I Am the Sinner – 5:08
4. Rod's Drum Solo – 6:56
5. Headed for a Heartbreak – 6:22
6. Can't Get Enuff – 4:33
7. Seventeen – 7:34
8. Who's the One – 5:19
9. Miles Away – 4:33
10. Hungry – solo nell'edizione DVD
11. Madalaine – 5:32
12. Blue Suede Shoes – 3:26 – solo nell'edizione CD

## Formazione
- Kip Winger – voce, basso, chitarra acustica, tastiere
- Reb Beach – chitarra solista, armonica a bocca, cori
- John Roth – chitarra ritmica, cori
- Rod Morgenstein – batteria, percussioni, cori